# Nina (film, 1976)
Pour les articles homonymes, voir A Matter of Time et Nina.
Pour plus de détails, voir Fiche technique et Distribution.
Nina (A Matter of Time) est un film italo-américain réalisé par Vincente Minnelli (son dernier film), sorti en 1976. Le film est librement inspiré par les dernières années de la vie de la Marquise Casati. 

## Synopsis
Nina, une femme de chambre, est transformée en jeune femme volontaire et séduisante par une comtesse qui vit dans les ombres de son passé glorieux.

## Fiche technique
- Titre original italien : Nina
- Titre original américain : A Matter of Time
- Titre français : Nina
- Réalisation : Vincente Minnelli
- Scénario : John Gay, d'après le roman La Volupté d'être de Maurice Druon
- Photographie : Geoffrey Unsworth
- Son : Basil Fenton Smith
- Direction artistique : Veniero Colasanti, John Moore (en)
- Costumes : Andretta Ferrero
- Décors : Arrigo Breschi (it), assisté d'Elio Altamura
- Musique : Nino Oliviero (it)
- Montage : Peter Taylor
- Production : Edmund Grainger, Jack H. Skirball (en)
- Production déléguée : Samuel Z. Arkoff, Giulio Sbarigia
- Sociétés de production : États-Unis, American International Pictures ; Italie, Coralta Cinematografica
- Pays d'origine :  Italie ;  États-Unis
- Langue originale : anglais
- Format : couleur (Technicolor) - 35 mm - 1,85:1 - son Mono
- Genre : drame, romance, fantastique
- Date de sortie : États-Unis : 7 octobre 1976
- Durée : 97 minutes
- Affiche : Bill Gold (États-Unis)

## Distribution
- Liza Minnelli : Nina
- Ingrid Bergman : Comtesse Sanziani
- Charles Boyer : Comte Sanziani
- Tina Aumont : Valentina
- Gabriele Ferzetti : Antonio Vicari
- Orso Maria Guerrini : Gabriele d'Orazio
- Amedeo Nazzari : Tewfik
- Fernando Rey : Charles Van Maar
- Isabella Rossellini : Sœur Pia
- Arnoldo Foà : Pavelli
- Spiros Andros : Mario Morello
- Jacques Stany : un journaliste
- Edmund Purdom